# Киото
Кио́то (яп. 京都市 Кё:то-сио файле) — японский город, определённый указом правительства.
Расположен в центральной части острова Хонсю, в центре региона Кансай, в юго-западной части префектуры Киото. Город является административным центром этой префектуры. 
Один из ведущих городов региона Кансай и городского района Осака — Кобе — Киото.
Площадь города составляет 827,83 км², население — 1 464 890 человек (1 октября 2020), плотность населения — 1769,55 чел./км².
С 794 по 1869 год Киото был столицей Японии, главной резиденцией императоров. Старое название — Хэйан.

## География
Киото расположен на территории Киотской впадины и гор, её окружающих. Эта впадина является продольным грабеном, вытянутым с севера на юг. Впадина является частью депрессивной территории района Внутреннего Японского моря, образовавшейся в конце третичного периода. Разломы окружающих гор служат границами города (границами древнего Киото традиционно считались реки Кацура и Камо). На северо-востоке впадины пролегает горная гряда Хиэй. Её самой высокой точкой является пик Симэй, высотой 848 м. К югу от гряды расположены холмы Хигасияма. На юго-востоке Киотской впадины лежат горы Дайго, которые являются границей с городом Оцу. Северную часть Киото занимают горы Китаяма, высота которых колеблется в пределах 500—700 м. Их величайшей вершиной является гора Минако, высотой 971 м, расположенная на северо-востоке. В западной части города пролегают горы Нисияма, отделяющие Киото от города Камеока.
Планировка Киото с улицами, проложенными с севера на юг и с запада на восток, повторяет планировку китайской столицы Чанъань периода Тан (618—907). Как считается, город спланирован в соответствии с четырьмя мифологическими животными, символизирующими четыре стороны света и отражающими классическую схему фэншуй. Согласно этой схеме, Чёрная Черепаха, она же полночь и зима, обитает на севере, Красный Феникс живёт на равнинах на юге и контролирует полдень и лето, Лазурный Дракон живёт в горном потоке на востоке и отвечает за весну и восход, а Белый Тигр, отвечающий за вечер и осень, обитает в горах на западе.
Климат Киото — внутриконтинентальный умеренный. Он обусловлен расположением города во впадине и недоступностью к морю. Лето в Киото влажное и жаркое. Средняя высокая температура в августе составляет 28,2 °C. В противоположность этому городская зима — сухая и холодная. Средняя температура в январе — 4,6 °C. С июня по сентябрь в Киото продолжается сезон дождей. Среднее количество осадков в год составляет 1491 мм.

## Административное деление
| №  | Русское название | Японское название | Площадь | Население | Плотность |
| -- | ---------------- | ----------------- | ------- | --------- | --------- |
| 01 | Камигё           | 上京区            | 7,03    | 85 113    | 12 107,1  |
| 02 | Кита             | 北区              | 84,88   | 119 474   | 1259,2    |
| 03 | Минами           | 南区              | 15,81   | 99 927    | 6320,5    |
| 04 | Накагё           | 中京区            | 7,41    | 109 341   | 14 755,9  |
| 05 | Нисикё           | 西京区            | 59,24   | 150 962   | 2548,3    |
| 06 | Сакё             | 左京区            | 246,77  | 168 266   | 681,9     |
| 07 | Симогё           | 下京区            | 6,78    | 82 668    | 12 192,9  |
| 08 | Укё              | 右京区            | 292,07  | 204 262   | 699,4     |
| 09 | Фусими           | 伏見区            | 61,66   | 280 655   | 4551,7    |
| 10 | Хигасияма        | 東山区            | 7,48    | 39 044    | 5219,8    |
| 11 | Ямасина          | 山科区            | 28,70   | 135 471   | 4720,2    |

## Население
Население города составляет 1 464 890 человек (1 октября 2020), а плотность — 1769,55 чел./км². Изменение численности населения с 1980 по 2005 годы:
| 1970 | 1 427 376 чел. |  |
| 1975 | 1 468 833 чел. |  |
| 1980 | 1 480 377 чел. |  |
| 1985 | 1 486 402 чел. |  |
| 1990 | 1 468 190 чел. |  |
| 1995 | 1 470 902 чел. |  |
| 2000 | 1 474 471 чел. |  |
| 2005 | 1 474 811 чел. |  |
| 2010 | 1 474 015 чел. |  |
| 2015 | 1 475 183 чел. |  |

## История

### Древность
Территория Киото была заселена в эпоху неолита. Археологические стоянки этой эпохи были найдены в районах Камэ-Камо и Кита-Сиракава. В местности Фукаса в районе Фусими учёные обнаружили сельскохозяйственные орудия периода Яёи. Однако в начале средневековья регион активно не осваивался из-за особенностей климата, заболоченности и ограниченности природных ресурсов. Лишь в 7 веке аристократический род китайского происхождения Хата основал на этих землях свою резиденцию. Он построил укрепления в местностях Удзумаса и Фукаса. Главы рода подняли целину, провели ирригационные работы, ввели шелководство и способствовали развитию ткачества. Упоминанием о величии прежних хозяев Киото служит курган Хэбицука, могила рода Хата, расположенная в центре города, а также буддистский монастырь Корюдзи, построенный по приказу главы Дома Кавакацу. Кроме рода Хата на территории будущего Киото обитали племена Камо и Идзумо, владевшие землями в бассейнах рек Камо и Такано.
В конце VIII века, в результате политической нестабильности и угрозы буддистского переворота в стране, Император Камму решил перенести японскую столицу из Нары в другое место. В 784 году он заложил столицу Нагаока на территории будущего города Муко. Её строительство длилось 10 лет, но было приостановлено из-за смерти главного строителя Фудзивары Танэцугу и наводнения. Тогда в 794 году Император приказал возвести в Киотской впадине новую столицу, которую назвал «столицей мира и спокойствия» — Хэйан. Строительные работы были поручены Фудзивара Огуромаро. Именно на основе Хэйана возник будущий город Киото.

### Период Хэйан
Хэйан был построен по образцу китайской столицы Чанъань (период Тан). Представлял собой вытянутый по направлению с севера на юг прямоугольник, разделённый улицами на прямоугольные же кварталы; с севера на юг было проложено 10 улиц, с запада на восток — 11. В северной части города располагался комплекс строений императорского дворца. В северной и северо-восточной части города находились усадьбы вельмож, в южной селилось простонародье: ремесленники, городская беднота. Проспект Судзаку делил город на западную и восточную части. С трёх сторон город окружали реки; с четвёртой — горы. С точки зрения фэншуй, это очень выгодная позиция.
В столице были сосредоточены почти все образованные люди того времени; именно они создали высокую культуру Хэйан. До нашего времени дошли многие литературные произведения, принадлежащие к мировой классике и созданные в Хэйан-кё. Это, прежде всего, роман «Гэндзи-моногатари» Мурасаки Сикибу и дзуйхицу «Записки у изголовья» Сэй Сёнагон.
Усадьба аристократа могла занимать целый квартал; простой народ строился кучно. Так или иначе, пожары были главным бедствием столицы; не раз и не два она выгорала почти вся; поэтому в современном Киото почти не сохранилось древних зданий.
После установления в столице самурайской диктатуры Тайра на восточном берегу Камо, в районе Рокухара, расположилась самурайская администрация. В XII—XIV веках, на протяжении существования Камакурского сёгуната, этот район оставался центром политической жизни столицы. Здесь находилось управление Рокухарского инспектора сёгуната, выполнявшего обязанности смотрителя за Императорским двором, аристократами и самурайскими властителями Западной Японии. После создания нового сёгуната Асикага, политический центр столицы переместился на западный берег Камо. С XV века он находился в квартале Муромати, в главном дворце сёгуна. Примерно в это время старое название города Хэйан было вытеснено новым названием Киото (кё, Кёто).
В 1467—1477 годах Японию охватила великая смута годов Онин. В результате постоянных боёв на улицах столицы Киото был превращён в пепелище. 30 тысяч домов аристократии и самурайства, а также старинные монастыри сгорели. Императорский двор окончательно обветшал. Город оказался разорванным на северную и южную части — Камигё (яп. 上京 камигё:, верхняя столица) и Симогё (яп. 下京 симогё:, нижняя столица). В течение XVI века они развивались как два отдельных урбанистических сообщества. Из-за бездействия центрального правительства мещане Киото создали собственную систему самоуправления на основе квартальных советов, отвечавших за безопасность города и справления языческих праздников, вроде праздника Гион.

### Новое время
В 1568 году Киото оказался под властью регионального властителя Оды Нобунаги. Он начал капитальное восстановление разорённой столицы. Нобунага заново отстроил Императорский дворец и замок Нидзё, а также наладил экономическую жизнь в столице. По его протекции в Киото начала работу христианская миссия, возглавляемая иезуитами. Тоётоми Хидэёси, политический наследник Нобунаги, продолжил курс своего предшественника. В 1590 году он проложил в Киото новую дорожную сеть, ввёл новую систему разделения на кварталы и перенёс все монастыри, сконцентрированные в центральной части, в храмовые районы Тэраноути. В 1591 году Хидэёси окружил Камигё и Симогё одним земляным валом, длиной 23 км, объединив разрозненные городские сообщества в одном городе. Он построил в столице дворец Дзюракудай, монастырь Ниси-Хонгандзи, заложил южнее столицы замок и городок Фусими, а также упорядочил движение транспорта на реке Ёдо. Именно во времена Нобунаги и Хидэёси старый Хэйан был полностью перестроен в новый Киото.
После основания сёгуната Токугава в 1603 году политический центр страны переместился в город Эдо. Однако Киото оставался столицей Японии, местом резиденции Императорского двора. Для обороны последнего и надзора за западными областями страны сёгун Токугава Иэясу построил в Киото новый замок Нидзё. С целью истребления христианства правительство перенесло к Киото монастырь Хигаси-Хонгандзи, а также построило много монастырей и храмов своей семейной секты Дзёдо.
В 1622 году на юго-западе города Фусими сёгунат построил замок Ёдо, ставший административным центром удела Ёдо-хан. Затем был ликвидирован замок Фусими и проложен канал к реке Такано, соединивший столицу с городом.
В течение XVII—XIX веков Киото был одним из богатейших городов страны. В это время зародились киотские традиционные ремесла, такие как изготовление шёлка в районе Нисидзин (яп. 西陣織 нисидзин-ори), столичного фарфора, лакированной посуды, окрашенного хлопка. Город был третьим по величине после Эдо и Осаки. Его население составляло более 400 тысяч человек.
В 1864 году Киото сильно пострадал от пожара, который произошёл в результате инцидента у Императорских ворот. Пострадала бо́льшая часть города. 28 тысяч домов столицы полностью сгорели. В 1868 году в стране произошла реставрация Мэйдзи, и новый Император объявил о переносе столицы Японии в Эдо, переименованный в Токио. В связи с переездом Императорского двора Киото утратило свой тысячелетний статус японской столицы.
Во время Второй мировой войны Киото был включён в список целей, выбранных американцами для атомной бомбардировки. Члены комитета по применению атомной бомбы считали город одним из важнейших в военном отношении — в основном из-за его большой площади, допускающей оценку мощности бомбы (площадь застройки составляла 15—20 км², из них 7,5 км² были промышленные кварталы). Этому решению противостоял военный министр США Генри Стимсон, который, в бытность генерал-губернатором Филиппин, посетил Киото в свой медовый месяц. Стимсон настаивал на том, что уничтожение древней столицы Японии, имеющей для японцев огромное культурное и религиозное значение, весьма негативно скажется на репутации США после окончания войны. Встретив сопротивление Лесли Гровса и других членов комитета, он обратился к президенту Трумэну и убедил его встать на свою сторону — после этого Киото в качестве цели более не рассматривался. Тем не менее, как и прочие атомные цели, Киото остался в списке городов, закрытых для обычных бомбардировок ВВС США, что спасло его от разрушения.

## Климат
| Показатель                       | Янв. | Фев. | Март  | Апр.  | Май   | Июнь  | Июль  | Авг.  | Сен.  | Окт. | Нояб. | Дек. | Год    |
| -------------------------------- | ---- | ---- | ----- | ----- | ----- | ----- | ----- | ----- | ----- | ---- | ----- | ---- | ------ |
| Средний суточный максимум, °C    | 8,5  | 9,2  | 12,8  | 19,6  | 24,4  | 27,3  | 31,3  | 32,9  | 28,3  | 22,3 | 16,8  | 11,3 | 20,4   |
| Средняя температура, °C          | 4,0  | 4,5  | 7,6   | 13,9  | 18,7  | 22,4  | 26,5  | 27,7  | 23,4  | 17,1 | 11,5  | 6,5  | 15,3   |
| Средний суточный минимум, °C     | 0,3  | 0,7  | 3,0   | 8,7   | 13,4  | 18,2  | 22,7  | 23,7  | 19,5  | 12,7 | 7,0   | 2,3  | 11,0   |
| Норма осадков, мм                | 50,4 | 65,8 | 110,6 | 151,8 | 153,7 | 247,6 | 234,6 | 142,8 | 202,6 | 112  | 69,5  | 39,8 | 1581,2 |
| Источник: www.climate-charts.com |      |      |       |       |       |       |       |       |       |      |       |      |        |

## Экономика
| Год  | $      |
| ---- | ------ |
| 1975 | 5324   |
| 1980 | 9523   |
| 1985 | 13 870 |
| 1990 | 20 413 |
| 1995 | 23 627 |
| 2000 | 26 978 |
| 2005 | 32 189 |
| 2010 | 36 306 |
| 2014 | 40 794 |

Основной доход города Киото составляет туризм. На севере Киото на полуострове Танго занимаются ловлей рыбы и водными перевозками, а в центре — сельским и лесным хозяйствами. Штаб-квартира всемирно известной компании по производству компьютерных игр Nintendo расположена в городе Киото. Компании Kyocera, Omron и Shimadzu также находятся в городе Киото.

### Сельское хозяйство
С XVII века Киото был одним из крупнейших городов Японии, население которого постоянно требовало большого количества сельскохозяйственной продукции. В этой связи в пригородах Киото была создана мощная сельскохозяйственная инфраструктура, которая специализировалась на выращивании овощей. Стараниями местных селекционеров были изобретены такие подвиды как монастырская редька, камоские баклажаны, мибуская горчица и т. д. Киотская культура выращивания овощей сохранилась несмотря на урбанизационные процессы XIX—XX веков.
По состоянию на 2015 год в пределах Киото существовало 3687 фермерских хозяйств, из которых 2065 хозяйств выращивали продукцию на продажу. Площадь пахотных земель города составляла 1855 га. Большинство ферм выращивают овощи в теплицах.
Наряду с сельским хозяйством традиционно важную роль играет лесное хозяйство. Общая площадь лесов, расположенных на территории Киото, превышает 60 тысяч гектаров. Основная лесная культура города — высококачественная японская криптомерия. Крупнейшие центры её обработки размещены в местностях Накагава и Кита.

### Туризм
Город Киото — это одно из наиболее популярных туристических мест в Японии, и многие люди со всего света приезжают туда на экскурсии. Наряду с Токио, Киото является излюбленным городом для выпускных путешествий средней и старшей школы.

## Транспорт
Исторически Киото был центром транспортной системы домодерновой Японии. В нём пересекались главные государственные пути.
Начиная с 1877 года главным транспортным центром города стал Киотский вокзал. Со второй половины XX века через него проходят железные дороги крупнейшей железнодорожной компании Японии JR: линии Токайдо, Саниндо, линия скоростного поезда синкансэн, Нарская железная дорога, а также местные электрички. Кроме JR, в Киото активно действуют частные железнодорожные компании — «Осакский экспресс» (яп. 大阪急電鉄 о:сака дэнтэцу), штаб-квартира которой находится в квартале Каварму, и Киотско-осакская железная дорога (яп. 京阪電鉄 кэйхан дэнтэцу), центр которой расположен на станции Сандзё.
Кроме железных дорог в Киото работают городские и частные автобусные компании, маршруты которых соединяют между собой все районы города и его окрестности. Также в Киото организовано несколько туристических автобусных маршрутов «Раку-Бас». Развитость сети общественного транспорта помогает избегать заторов. С 1981 года в городе действует система метрополитена. Система метро состоит из двух линий. Также имеется сеть легкорельсового транспорта (скоростного трамвая) из двух линий. Официальное название — Keifuku Electric Railroad, в разговорном языке система также известна, как Рандэн. В пригороде также действует туристическая железная дорога, известная как Живописная железная дорога Сагано.
Через Киото проходят государственные автодороги № 1 и № 171, а также скоростная автострада Мэйсин, соединяющие район городов Осаки и Кобе с регионом Токай. Эти транспортные артерии имеют большое стратегическое и промышленное значение. С Киото начинаются государственная автодорога № 9, ведущая на север префектуры Киото, в район Тамба; Киотская скоростная автострада, которая заканчивается в городе Миядзу; государственная автодорога № 162, ведущая к району Вакаса; а также государственная автодорога № 24, которая соединяет город с населёнными пунктами префектур Нара и Вакаяма.
Среди крупнейших туристических путей Киото — горные дороги Хигасима, Хиэйдзан, Оку-Хиэй, Арасияма-Такаоси и другие.
Железнодорожный транспорт
Central Japan Railway Company (яп. JR東海), West Japan Railway Company (яп. JR西日本), Киотский метрополитен (яп. 京都市営地下鉄), Электрическая железная дорога Keihan (яп. 京阪電車), Kintetsu (яп. 近鉄), Корпорация Hankyū (яп. 阪急電鉄), Randen (яп. 嵐電), Электрическая железная дорога Eizan (яп. 叡山電車).

## Образование
В Киото есть много университетов
- Киотский университет
- Киотский технологический институт
- Киотский префектурный университет медицины[яп.]
- Киотский университет искусств
- Университет Досися[яп.]
- Университет Рицумэйкан[яп.]
- Университет Рюкоку[яп.]
- Университет Киото Сангё[яп.]
- Киотский Университет Сэйка[яп.] — Киотский международный музей манги
- Киотский педагогический университет

## Культура
Киото считается основным культурным центром Японии. Во время Второй мировой войны, когда Япония подверглась основательной бомбардировке, Киото с 1600 буддийскими храмами и 400 синтоистскими кумирнями, садами и дворцами не был затронут.
Киото также знаменит кварталами гейш — ханамати, в том числе процветающим кварталом Гион.
В Киото проводятся следующие фестивали: Аой-мацури (с 544 года), Гион-мацури (с 869 года), Инэ-мацури (с периода Эдо), Даймондзи годзан окуриби (с 1662 года) и Дзидай-мацури (с 1895 года). Каждый храм устраивает какой-либо праздник, и многие из них доступны для публичного просмотра.
Наиболее известны следующие памятники:

### Наиболее известные буддийские храмы

#### ШколаСингон
- Нинна-дзи (яп. 仁和寺) — Старый императорский дворец Омуро — обширный храмовый комплекс школы сингон на северо-западе Киото;
- То-дзи (яп. 東寺) — храмовый комплекс школы сингон на юге Киото
- Дайго-дзи (яп. 醍醐寺) — храм школы сюгэндо (теперь сингон) в Дайго на юге Киото

#### ШколыРиндзай-дзэн
- Кинкаку-дзи (яп. 金閣寺), Золотой Павильон на северо-западе Киото;
- Рёан-дзи (яп. 龍安寺), дзэновский храм на северо-западе Киото, знаменит садом камней;
- Гинкаку-дзи (яп. 銀閣寺), Серебряный Павильон; дзэновский храм с изящным садом на северо-востоке Киото
- Нандзэн-дзи (яп. 南禅寺), крупный храмовый комплекс школы риндзай-сю на востоке Киото
- Кодай-дзи (яп. 高台寺), школы риндзай-сю на юго-востоке Киото
- Тофуку-дзи (яп. 東福寺), школы риндзай-сю на юго-востоке Киото
- Мёсин-дзи (яп. 妙心寺) — комплекс из большого количества храмов на северо-западе Киото, центр самой большой подшколы школы риндзай (дзэн)
- Сюнко-ин (春光院) — храм риндзай-сю
- Тэнрю-дзи школы риндзай-сю в Арасияме (嵐山) на западе Киото
- Дайкаку-дзи школы риндзай-сю в Арасияме на западе Киото
- Сёкоку-дзи школы риндзай-сю
- Дайтоку-дзи (яп. 大徳寺) школы риндзай-сю

#### ШколаДзёдо-сю
- Тион-ин (яп. 知恩院) — храмовый комплекс амидаистской школы дзёдо-сю с уникальным садом на востоке Киото
- Эйкан-до (яп. 永観堂 — также яп. 禅林寺 — Дзэнрин-дзи) храмовый комплекс амидаистской школы дзёдо-сю с уникальными павильонами и прудом на северо-востоке Киото

#### Другие школы
- Киёмидзу-дэра (яп. 清水寺), изящный деревянный храмовый комплекс школы хоссо на склоне горы с водопадом на юго-востоке Киото;
- Сёрэн-ин (яп. 青蓮院) храмовый комплекс на востоке Киото школы Тэндай-сю
- Хонган-дзи (яп. 本願寺) — главный храм школы дзёдо-синсю, разделён на восточный и западный храмы
- Хонэн-ин, храм с большим кладбищем и парком на северо-востоке Киото
- Анраку-ин, храм с садом на северо-востоке Киото
- Роккаку-до (шестиугольный павильон; яп. 六角堂) — старый храм в центральном районе города, перешедший в школу Тэндай-сю, основанный принцем Сётоку

### Синтоистские храмы
- Хэйан-дзингу, императорский синтоистский храм (построен в 1895);
- Ясака-дзиндзя

### Другие культурные памятники и достопримечательности
- Императорский дворец Киото, резиденция императоров в течение сотен лет;
- Императорская вилла Кацура;
- Императорская вилла Сюгаку-ин с лучшими в Японии садами;
- Киотская башня — самое высокое сооружение в городе.

## Города-побратимы
- Бостон, США
- Париж, Франция (город-партнёр)
- Кёльн, Германия
- Прага, Чехия
- Флоренция, Италия
- Киев, Украина
- Сиань, Китай
- Гвадалахара, Мексика
- Чинджу, Республика Корея
- Загреб, Хорватия